# Zimmerius villarejoi
El mosquerito de Villarejo o moscareta de Mishana (en Perú) (Zimmerius villarejoi), es una especie de ave paseriforme de la familia Tyrannidae perteneciente al género Zimmerius. Es endémica del Perú y fue recientemente descrita para la ciencia, en el año 2001.

## Distribución y hábitat
Se distribuye en dos regiones disjuntas en el norte del Perú: en el valle del río Mayo y a lo largo del adyacente río Huallaga (en San Martín); y en la cuenca de los ríos Nanay y Tigre (en Loreto).
Esta especie es considerada poco común y muy local en su hábitat natural: el dosel de selvas pantanosas de suelo arenoso (varillales) hasta los 150 m de altitud.

## Sistemática

### Descripción original
La especie Z. villarejpoi fue descrita por primera vez por los ornitólogos peruano José Álvarez Alonso y estadounidense Bret M. Whitney en 2001 bajo el mismo nombre científico; su localidad tipo es: «Zona Reservada Allpahuayo-Mishana, 03° 55' S, 73° 29' W, margen sur del río Nanay, aproximadamente 25 km oeste-suroeste de Iquitos, Departamento de Loreto, Perú; altitud 150 m.», el holotipo, un macho recolectado el 10 de agosto de 1999, se encuentra depositado en el Museo de Historia Natural de la Universidad Nacional Mayor de San Marcos bajo el número MUSM 21114.

### Etimología
El nombre genérico masculino «Zimmerius» conmemora al ornitólogo estadounidense John Todd Zimmer (1889-1957); y el nombre de la especie «villarejoi», conmemora al misionario y fraile agustiniano peruano Avenció Villarejo (1910–2000), explorador en la Amazonia.

### Taxonomía
Un estudio genético molecular indica que la presente especie puede ser hermana de Zimmerius cinereicapilla, aunque el estudio no incluyó la recientemente descrita Zimmerius chicomendesi, que puede pertenecer al mismo grupo. Es monotípica, a pesar de que la población de San Martín difiere vocalmente y en preferencia de hábitat de la de Loreto, y podría representar un taxón no descrito.